# Ценхойзерн, Рамон
Рамо́н Ценхо́йзерн (нем. Ramon Zenhäusern; 4 мая 1992, Вале) — швейцарский горнолыжник, олимпийский чемпион 2018 года и чемпион мира 2019 года в командном первенстве. Победитель и призёр этапов Кубка мира. Специализируется в слаломе. Один из самых высоких горнолыжников в истории, выступавших на высшем уровне (202 см).

## Карьера

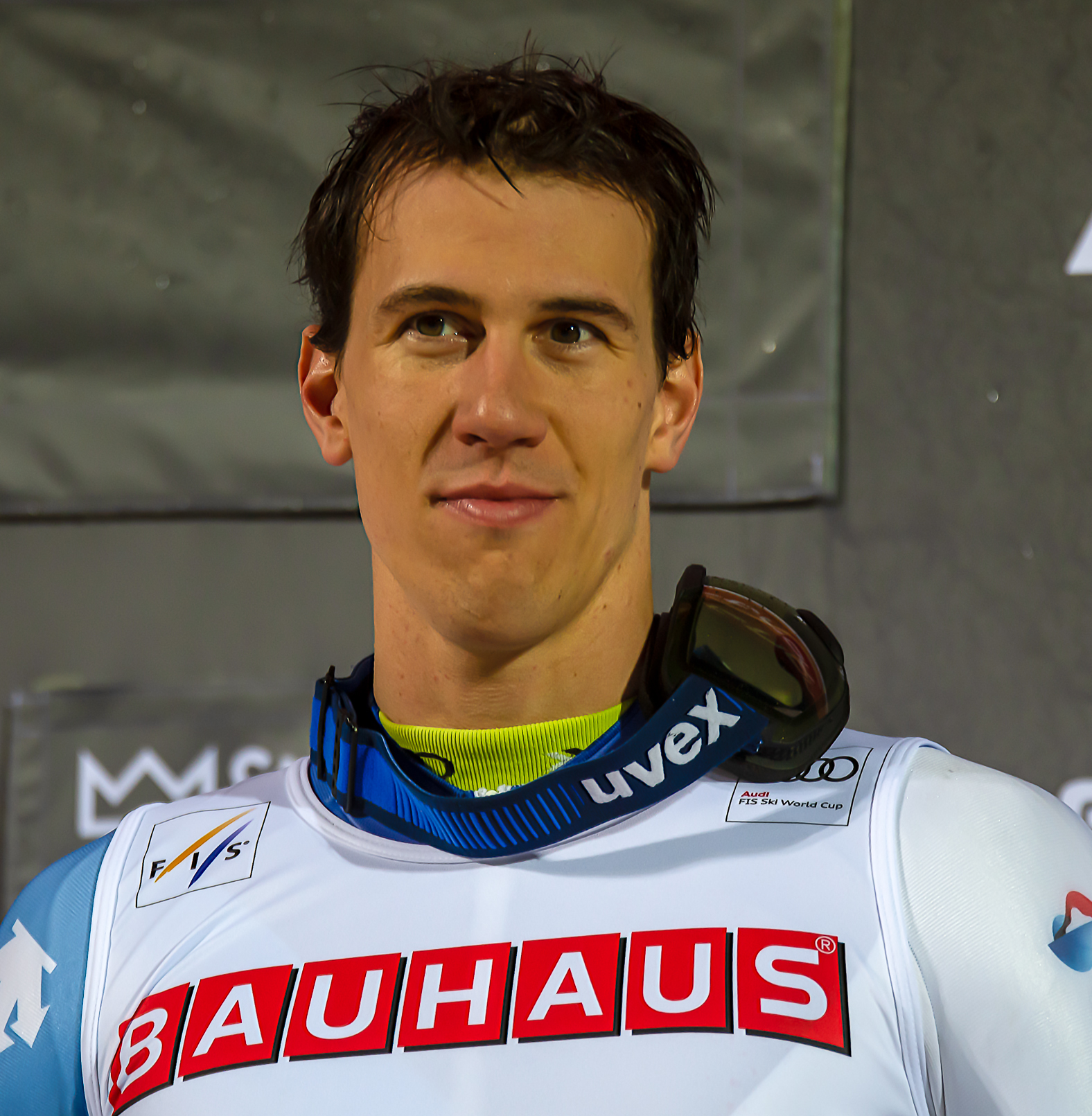
2019 год

Заниматься горнолыжным спортом Рамон Ценхойзерн начал в родном кантоне Вале. Несмотря на высокий рост, подходящий для специалистов скоростных дисциплин, швейцарец своей специализацией выбрал слалом.
С 2007 года Ценхойзерн начал выступать на международной арене в гонках, организованных под эгидой FIS. В начале 2011 года дебютировал в Кубке Европы, а в конце того же года одержал первую победу в этом турнире.
В Кубке мира дебютировал в финском Леви 11 ноября 2012 года, где показал в первой слаломной попытке 64-е время, опередив всего семерых спортсменов. В том же сезоне на домашнем этапе в Адельбодене финишировал на 22-й позиции, набрав первые кубковые очки. На чемпионате мира 2013 года среди юниоров в Канаде завоевал «серебро» в слаломе, уступив только австрийцу Мануэлю Феллеру.  В том же году выступил и на взрослом чемпионате мира в Шладминге, но сошёл на первой слаломной попытке.
В 2014 году дебютировал на Олимпийских играх. В Сочи выступал только в слаломе и занял 19-е место, хотя после первого спуска был только 39-м. Год спустя выиграл золото на Универсиаде в Испании.
Прорыв в результатах Ценхойзерна пришёлся на олимпийский сезон 2017/18. В январе на престижном этапе в Венгене он стал четвёртым в слаломе, а в последнем предолимпийском старте — параллельном слаломе в Стокгольме одержал первую в карьере победу.
В Пхёнчхане швейцарец выступал в двух видах горнолыжной программы. В слаломе после первой попытки он шёл только на девятом месте, но показал второе время во второй и по сумме двух попыток стал вторым, завоевав серебряную медаль. В командном турнире Ценхойзерн выиграл свои дуэльные поединки во всех раундах и помог швейцарцам завоевать золотые медали.
В 2019 году на чемпионате мира в Оре выиграл золото в командном первенстве в составе сборной Швейцарии. В слаломе Рамон занял пятое место.
10 марта 2019 года впервые выиграл слалом на этапе Кубка мира в Краньске-Горе. 21 декабря 2020 года выиграл слалом в итальянской Альта-Бадии.
На чемпионате мира 2021 года выступал только в слаломе и занял 11-е место.
По итогам сезона 2022/23 занял 10-е место в общем зачёте Кубка мира и третье место в зачёте слалома.

## Выступления на крупнейших соревнованиях

### Зимние Олимпийские игры
| Олимпийские игры | Скоростной спуск | Супергигант | Гигантский слалом | Слалом | Комбинация | Команды |
| ---------------- | ---------------- | ----------- | ----------------- | ------ | ---------- | ------- |
| 2014 Coчи        | —                | —           | —                 | 19     | —          | н/д     |
| 2018 Пхёнчхан    | —                | —           | —                 | 2      | —          | 1       |
| 2022 Пекин       | —                | —           | —                 | 12     | —          | —       |

### Чемпионаты мира
| Чемпионат мира         | Скоростной спуск | Супергигант | Гигантский слалом | Слалом      | Комбинация  | Команды     | Паралл. гигантский слалом |
| ---------------------- | ---------------- | ----------- | ----------------- | ----------- | ----------- | ----------- | ------------------------- |
| 2013 Шладминг          | —                | —           | —                 | DNF1        | —           | —           | н/д                       |
| 2015 Вейл/Бивер-Крик   | не выступал      | не выступал | не выступал       | не выступал | не выступал | не выступал | не выступал               |
| 2017 Санкт-Мориц       | —                | —           | —                 | DNF2        | —           | —           | н/д                       |
| 2019 Оре               | —                | —           | —                 | 5           | —           | 1           | н/д                       |
| 2021 Кортина-д’Ампеццо | —                | —           | —                 | 11          | —           | —           | —                         |
| 2023 Куршевель         | —                | —           | —                 | 9           | —           | —           | —                         |

### Победы на этапах Кубка мира (6)
| № | Сезон   | Дата        | Место         | Дисциплина              |
| - | ------- | ----------- | ------------- | ----------------------- |
| 1 | 2017/18 | 30 янв 2018 | Стокгольм     | Параллельный слалом     |
| 2 | 2018/19 | 19 фев 2019 | Стокгольм     | Параллельный слалом (2) |
| 3 | 2018/19 | 10 мар 2019 | Краньска-Гора | Слалом                  |
| 4 | 2020/21 | 21 дек 2020 | Альта-Бадия   | Слалом (2)              |
| 5 | 2022/23 | 4 фев 2023  | Шамони        | Слалом (3)              |
| 6 | 2022/23 | 19 мар 2023 | Сольдеу       | Слалом (4)              |